# Brosno-See
Der Brosno-See ist ein See in der Oblast Twer nahe der Stadt Andreapol. Der See gehört zum Einzugsgebiet der Westlichen Dwina und der Ostsee. Die Fläche des Brosno-Sees beträgt 7,21 km², seine tiefste Stelle misst ca. 42 Meter.
Die Ufer sind trocken, im Westen höher und im Osten niedriger und mit Fichten-, Kiefern- und Birkenwäldern bedeckt; im Norden und Westen befinden sich landwirtschaftliche Flächen und mehrere Dörfer.

## Brosno-Drache
Der Drache von Brosno, auch bekannt als Brosnja (russisch: Бросня), ist eine Sagengestalt, welche gemäß der russischen Folklore den Brosno-See bewohnen soll. Die Gestalt wird als drachenähnlich beschrieben und ist Gegenstand zahlreicher regionaler Legenden, von denen einige bis ins 13. Jahrhundert zurückgehen sollen.
Der Ursprung dieser Legenden ist höchstwahrscheinlich auf die ungewöhnlich große Tiefe des Sees und seine Abgeschiedenheit von größeren Siedlungen zurückzuführen. Außerdem führen die in der Tiefe stattfindenden Fäulnisprozesse zur Bildung von Schwefelwasserstoffblasen, welche regelmäßig die Wasseroberfläche erreichen und dort als Gestalten wahrgenommen werden könnten.